# Aksak Maboul
Aksak Maboul (aanvankelijk gespeld als Aqsak Maboul) is een Belgische avant-garde rockgroep, die in 1977 werd opgericht door Marc Hollander en Vincent Kenis. De band maakt twee studio-albums, Onze Danses Pour Combattre La Migraine (1977) en Un Peu De L'Ame Des Bandits (1979); waarvan het laatste met ex-Henry Cow leden Chris Culter en Fred Frith was. De groep was eveneens actief in de Rock In Opposition-beweging.

## Geschiedenis
Aksak Maboul begon in 1977 met Marc Hollander (toetsen), Vincent Kenis (accordeon, gitaar, basgitaar), Marc Moulin (toetsen) en Chris Joris (percussie, toetsen). Met deze opstelling, en met gasten Frank Wuyts (percussie, toetsen), Catherine Jauniaux (zang), Denis Van Hecke (cello), Michel Berckmans van Univers Zero (fagot, hobo) en andere, namen ze hun eerste album, Onze Danses Pour Combattre La Migraine, op. Het was een speelse mix van muzikale vormen, culturen en genres. Met primitieve drummachines en herhalende orgellijnen, situeerde de muziek zich ergens tussen geïmproviseerde jazz, volksmuziek, elektronische muziek en klassieke muziek. Het was een hoofdzakelijk instrumentaal album, met hier en daar enkele fragmentjes zang en stemmen.
Eind 1977 begon Aksak Maboul live op te treden. Tijdens die periode werden Joris en Moulin vervangen door Wuyts. In het begin van 1979, nodigde Hollander Chris Cutler en Fred Frith van de pas gestopte avant-garde rockgroep Henry Cow uit om zich bij Aksak Maboul te voegen voor de volgende plaat. Ze repeteerden samen, traden op tijdens enkele concerten en doken vervolgens de Sunrise Studio in Kirchberg in Zwitserland in om Un Peu De L'Ame Des Bandits op te nemen. Dit album was intenser en experimenteler dan het eerste. Het bevatte complexe geschreven stukken, maar ook geïmproviseerde ambient stuken. Er werden sampling-technieken gebruikt voor samplers waren uitgevonden en had een mix van tangomuziek, Turkse melodieën, kamerrock, drukke punkrock en pseudo-Edgard Varèse-muziek. Net zoals het eerste album was het instrumentaal met slechts een beetje gezang en stemmen.
Terug op de baan voegde Aksak Maboul zich bij de Rock In Opposition-beweging (RIO) en in april 1979 traden ze op tijdens een RIO-festival in het Teatro dell'Elfo in Milaan. Aksak Maboul was een van de laatste van de oorspronkelijk RIO-bands.
Begin 1980 richtte Hollander Crammed Discs op, een onafhankelijk platenlabel. Enkele maanden later bundelden de kern van Aksak Maboul (Hollander en Kenis) en de kern van de Brusselse groep Les Tueurs de la Lune de Miel hun krachten om de Honeymoon Killers te vormen. Ze toerden tussen 1980 en 1981 door Europa, al was dit nog steeds onder de naam Aksak Maboul. "Bosses de Crosses", een van de eerste stukken die ze componeerden, werd op een cd-heruitgave van Un Peu de L'Ame Des Bandits opgenomen. Later namen ze een album Tueurs de la Lune de Miel / Honeymoon Killers op en toerden enkele maanden onder deze naam.
Tegen het midden van de jaren tachtig hield Aksak Maboul op te bestaan als band, maar Marc Hollander en Vincent Kenis spelen nog steeds een belangrijke rol in het muzikaal beleid van Crammed Discs.

## Discografie en bandleden
- 1977 Onze Danses Pour Combattre la Migraine (LP, heruitgebracht op cd, Crammed Discs, België)
  - Leden:
    - Marc Hollander –  (keyboard, drummachine, saxofoon, fluit, klarinet, xylofoon
    - Vincent Kenis –  accordeon, gitaar, basgitaar
    - Frank Wuyts –  keyboard
    - Chris Joris –  keyboard, sopraansaxofoon
    - Catherine Jauniaux –  stem
    - Denis van Hecke –  cello
    - Michel Berckmans –  fagot
    - Paolo Radoni –  gitaar
    - Jeannot Gillis –  viool
    - Lucy Grauman –  stem
    - Ilona Chale –  stem
    - Geoff Leigh –  saxofoon
    - Lee Schloss –  sopraansaxofoon
- 1979 Un Peu de l'Âme des Bandits (LP, heruitgebracht op cd, Crammed Discs, België)
  - Leden:
    - Marc Hollander –  keyboard,saxofoon, klarinet, percussie
    - Frank Wuyts –  piano
    - Catherine Jauniaux – stem
    - Denis van Hecke – cello, gitaar
    - Michel Berckmans – fagot, hobo
    - Chris Cutler –  drums, percussie
    - Fred Frith –  gitaar, viool, altviool, basgitaar
- 2014 Ex-Futur Album (door Véronique Vincent & Aksak Maboul) (CD+LP,  Crammed Discs, België)
  - Leden:
    - Marc Hollander –  keyboard, elektronica
    - Véronique Vincent –  stem
    - Vincent Kenis –   gitaar, basgitaar
- 2016 16 Visions Of Ex-Futur (door Véronique Vincent & Aksak Maboul) (CD+2LP,  Crammed Discs, België)
- 2020 Figures (dubbelalbum: 2CD, 2LP, digital)
- 2023 Une Aventure de VV (Songspiel) (CD, 2LP, digital)

## De naam
De naam van de groep werd oorspronkelijk gespeld als "Aksaq Maboul", het was pas toen de albums op cd werden heruitgebracht dat de spelling veranderd werd naar "Aksak Maboul".
De naam is waarschijnlijk ontleend aan het hoofdpersonage van de film "A La Conquête du Pôle" van Georges Méliès (1912).